# Passiflora quelchii
Passiflora quelchii N.E. Br. – gatunek rośliny z rodziny męczennicowatych (Passifloraceae Juss. ex Kunth in Humb.). Występuje naturalnie w Gujanie i Surinamie.

## Morfologia
PokrójWiecznie zielone drzewo o nagich pędach.
LiściePodłużne lub prawie lancetowate, skórzaste. Mają 8–12 cm długości oraz 2–4 cm szerokości. Całobrzegie, z tępym wierzchołkiem. Ogonek liściowy jest nagi i ma długość 15–20 mm. Przylistki są nietrwałe.
KwiatyPojedyncze lub zebrane w pary. Działki kielicha są podłużnie lancetowate, zielonobiaławe, mają 2–2,5 cm długości. Płatki są podłużne, białe, mają 2–2,5 cm długości. Przykoronek ułożony jest w dwóch rzędach, żółty, ma 1–15 mm długości.

## Biologia i ekologia
Występuje na sawannach.